# اسکای‌باکس ایمیجینگ
اسکای‌باکس ایمیجینگ (انگلیسی: Skybox Imaging) یکی از شرکت‌های فرعی گوگل که ماهواره دیدبانی زمین و ویدئوهای با تفکیک‌پذیری بالا و خدمات تحلیلی تهیه می‌کند. این شرکت که در مانتین ویو کالیفرنیا مستقر است در سال ۲۰۰۹ بنیادگذاری شده و در سال ۲۰۱۴ رتبه نخست از میان ۲۵ شرکت جسور را به انتخاب مجله اینک به‌دست‌آورد.
قدرت تفکیک تصاویر ماهواره‌ای و ویدئوهای این شرکت برای مشاهده اهدافی که در اقتصاد جهانی مؤثر هستند مانند قطارها، خودروها و کشتی‌های حمل کانتینر مناسب است. اسکای‌باکس ایمیجینگ می‌گوید که این شرکت امکان تهیه ویدئو به مدت ۹۰ ثانیه و با نرخ ۳۰ فریم در ثانیه را داراست.
اسکای‌باکس در ۲۱ نوامبر ۲۰۱۳ نخستین ماهواره خود به نام اسکای‌ست-۱ را به فضا پرتاب کرد و در ۱۱ دسامبر همان سال نخستین تصاویر برداشت شده توسط این ماهواره از پرت، ابوظبی و ساحل سومالی را معرفی کرد. دومین ماهواره این شرکت به نام اسکای‌ست-۲ نیز در ۸ ژوئیه ۲۰۱۴ از پایگاه فضایی بایکونور به فضا پرتاب شد و نخستین تصاویر این ماهواره ۴۸ ساعت پس از پرتاب به نمایش گذاشته شد.
در ۱۰ ژوئن ۲۰۱۴ این شرکت اعلام کرد که به دنبال توافقی به مبلغ ۵۰۰ میلیون دلار به تملک گوگل در آمده است.